# Han Soo-ann
Han Soo-ann   (18 de juny de 1926 - Seül, 4 de gener de 1998) va ser un boxejador coreà que va competir en els anys posteriors a la Segona Guerra Mundial.
Han es va graduar a la Universitat Sungkyunkwan i va servir a l'exèrcit com a oficial, formant part d'un dels primers equips de boxa coreans de la marina. El 1948 va prendre part en els Jocs Olímpics d'Estiu de Londres, on va guanyar la medalla de bronze en la categoria del pes mosca del programa de boxa. Quatre anys més tard, als Jocs de Hèlsinki, fou eliminat en els quarts de final en la mateixa categoria.